# Gävle stadsbibliotek

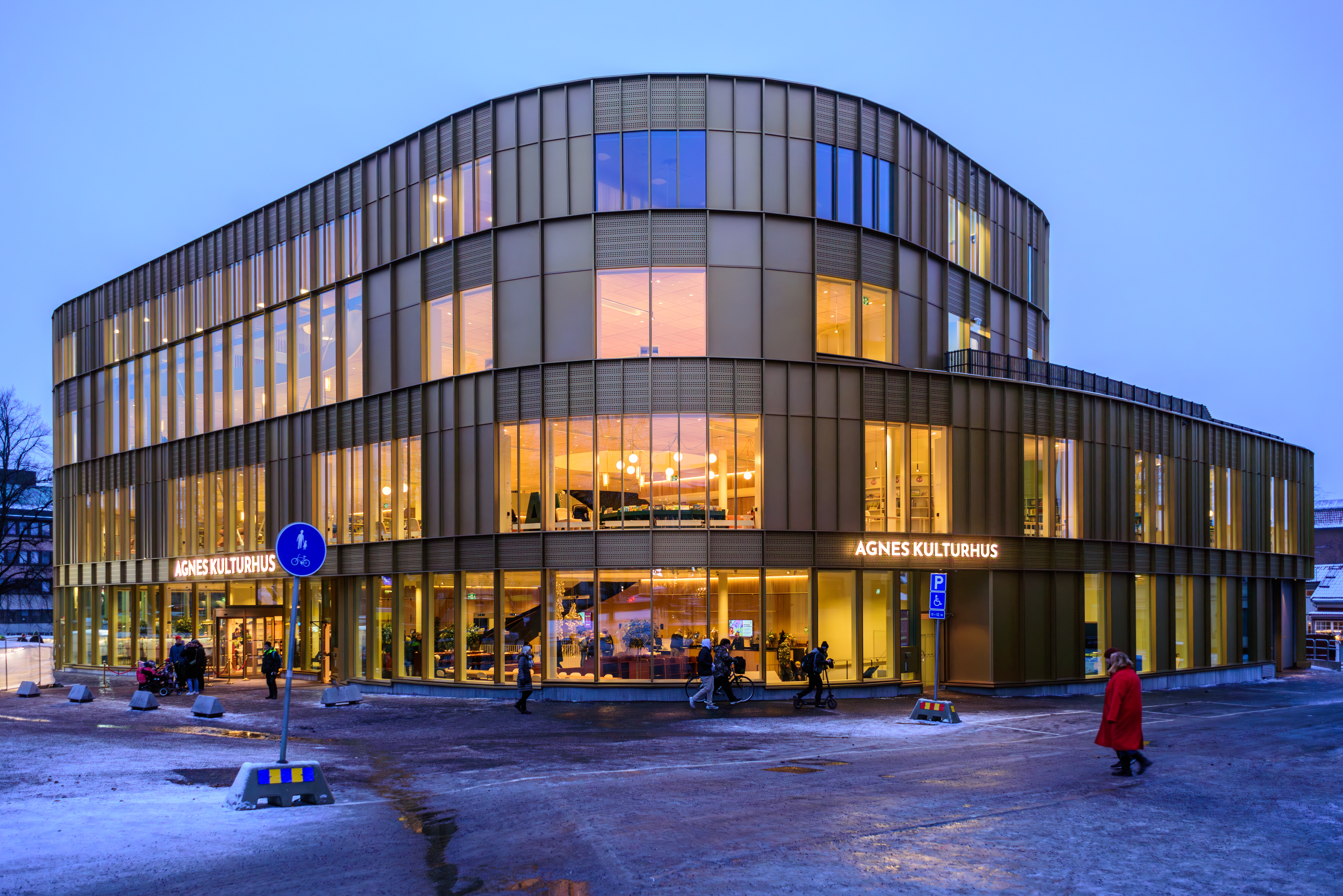
Agnes kulturhus med stadsbiblioteket som invigdes 2024 på samma tomt som det rivna biblioteket.

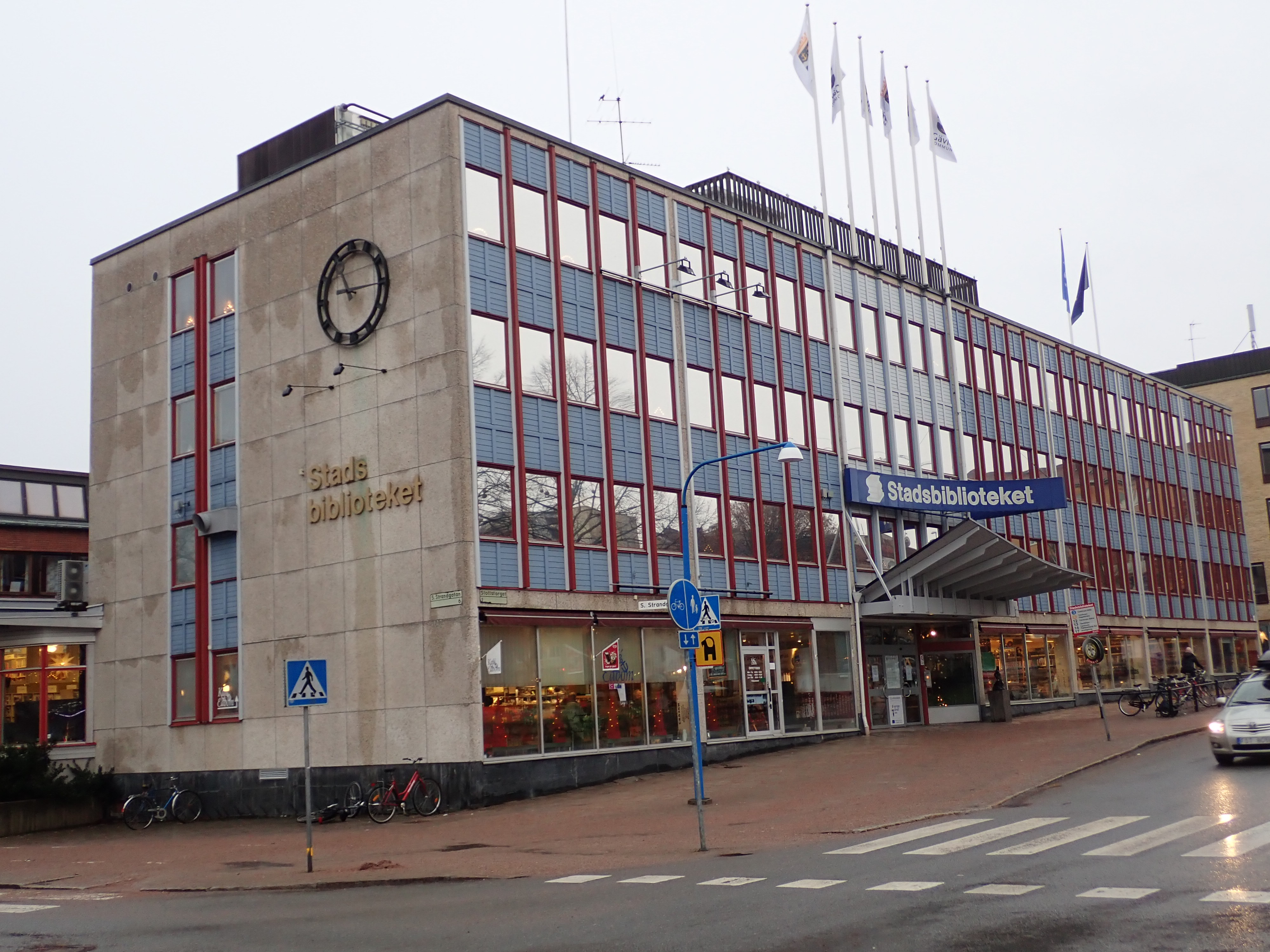
Den tidigare biblioteksbyggnaden som revs 2022 fotograferad 2019.

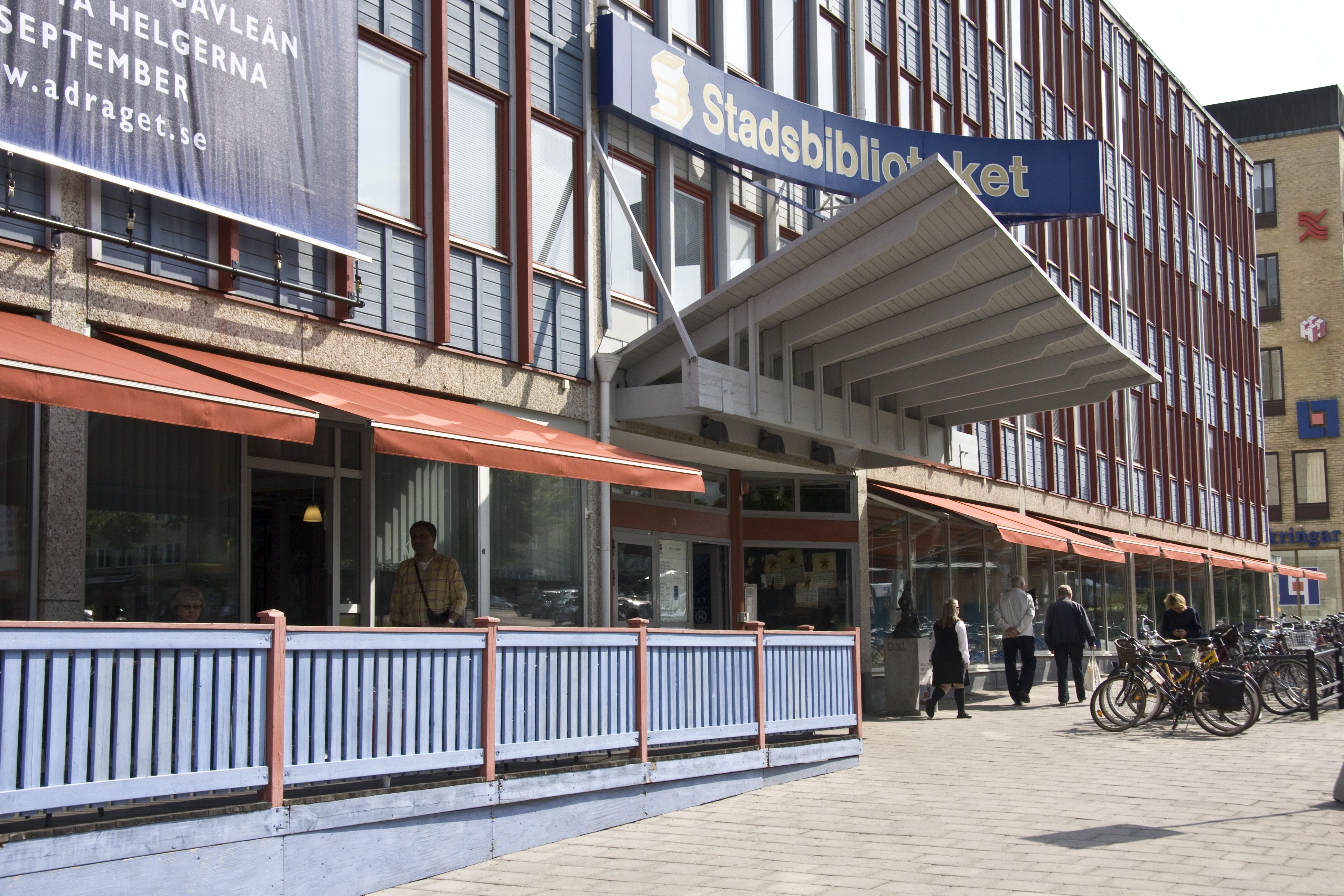
Entrén till Gävle stadsbibliotek 2009.

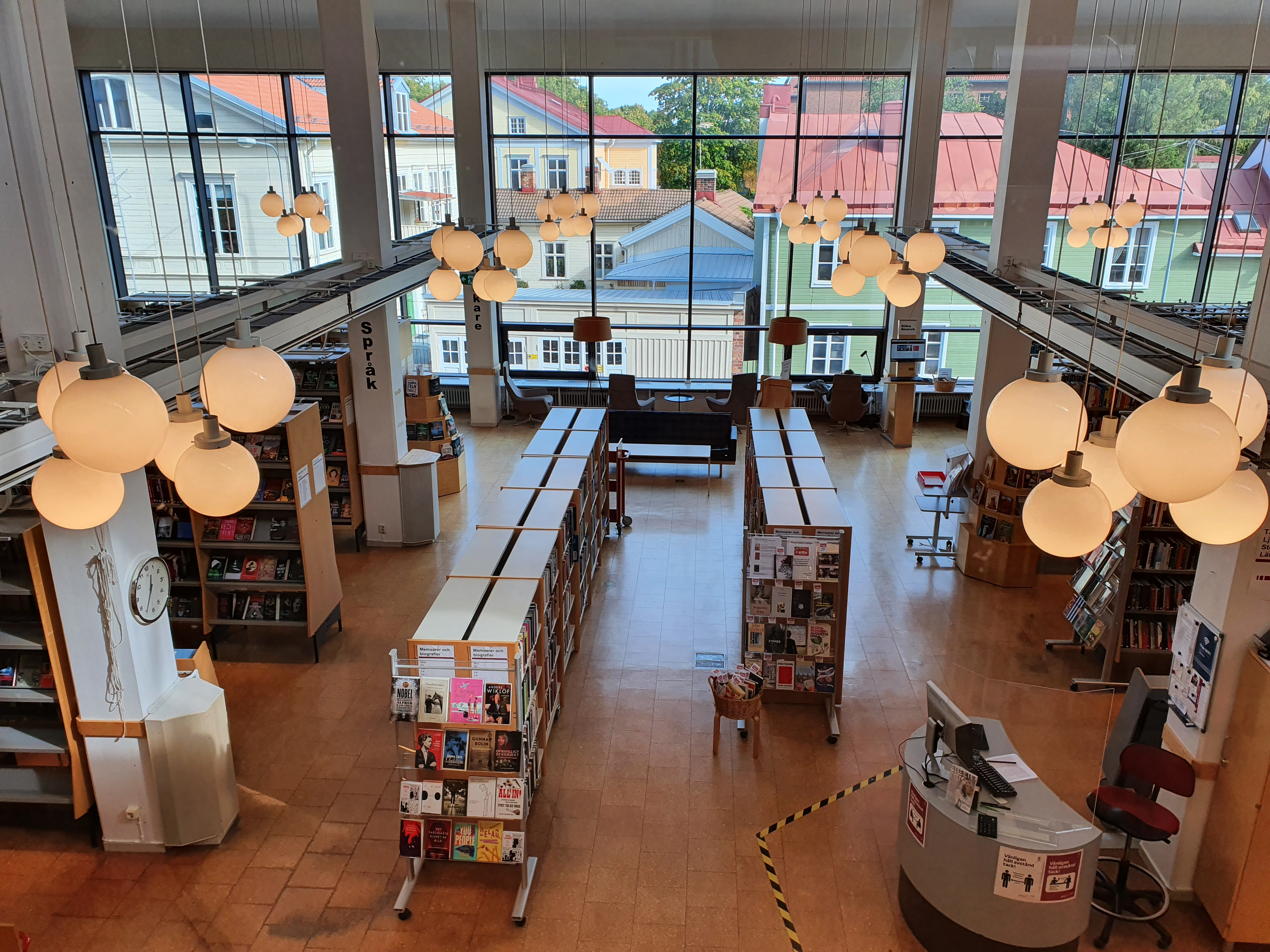
Interiör Gävle stadsbibliotek 2020.

Gävle stadsbibliotek är ett kommunalt folkbibliotek i centrala Gävle. Biblioteket öppnades 1907 i stadshuset. Efter att ha varit i det så kallade börshuset och Sjömanskyrkan fick biblioteket 25 november 1962 nybyggda lokaler bredvid Gavleån vid Slottstorget 1. Arkitekt var Kaj Sucksdorff. Gävle stadsbibliotek inryms från den 1 juni 2021 i en lokal på Nygatan 25 där verksamheten befinner sig under byggtiden för Agnes kulturhus, preliminärt fram till 2024.
Bland folkbibliotek i kommunen fanns år 2013, förutom stadsbiblioteket, åtta filialbibliotek, ett musikbibliotek och en utlåningsstation. Det tidigare Musikbiblioteket i Gävle konserthus stängde 2013 och flyttades då till stadsbiblioteket. Filialbiblioteken är närbibliotek i sina områden med service till allmänheten, skolor och förskolor. Filialbiblioteken finns i områdena Andersberg, Bergby, Bomhus, Forsbacka, Hedesunda, Hille, Norrsundet (utlåningsstation), Sätra och Valbo.
Gävle biblioteks totala bestånd var 2021 cirka 320 000 medier varav cirka 280 000 böcker. Förutom böcker finns det även att låna TV-spel för alla konsoler, tidskrifter, ljudböcker, musik och filmer. Stadsbiblioteket ingår tillsammans med 45 andra folkbibliotek i Gävleborgs län i samarbetet HelGe-biblioteken.

## Rivning
Måndagen den 10 januari 2022 påbörjades rivningen av lokalerna från 1962 för att göra plats för stadens nya kulturhus, Agnes kulturhus. I samband med rivningsarbetet återfanns en inmurad tidskapsel från byggnationen på 60-talet innehållande bland annat mynt och en tidskrift. 